# Абалаківська петля

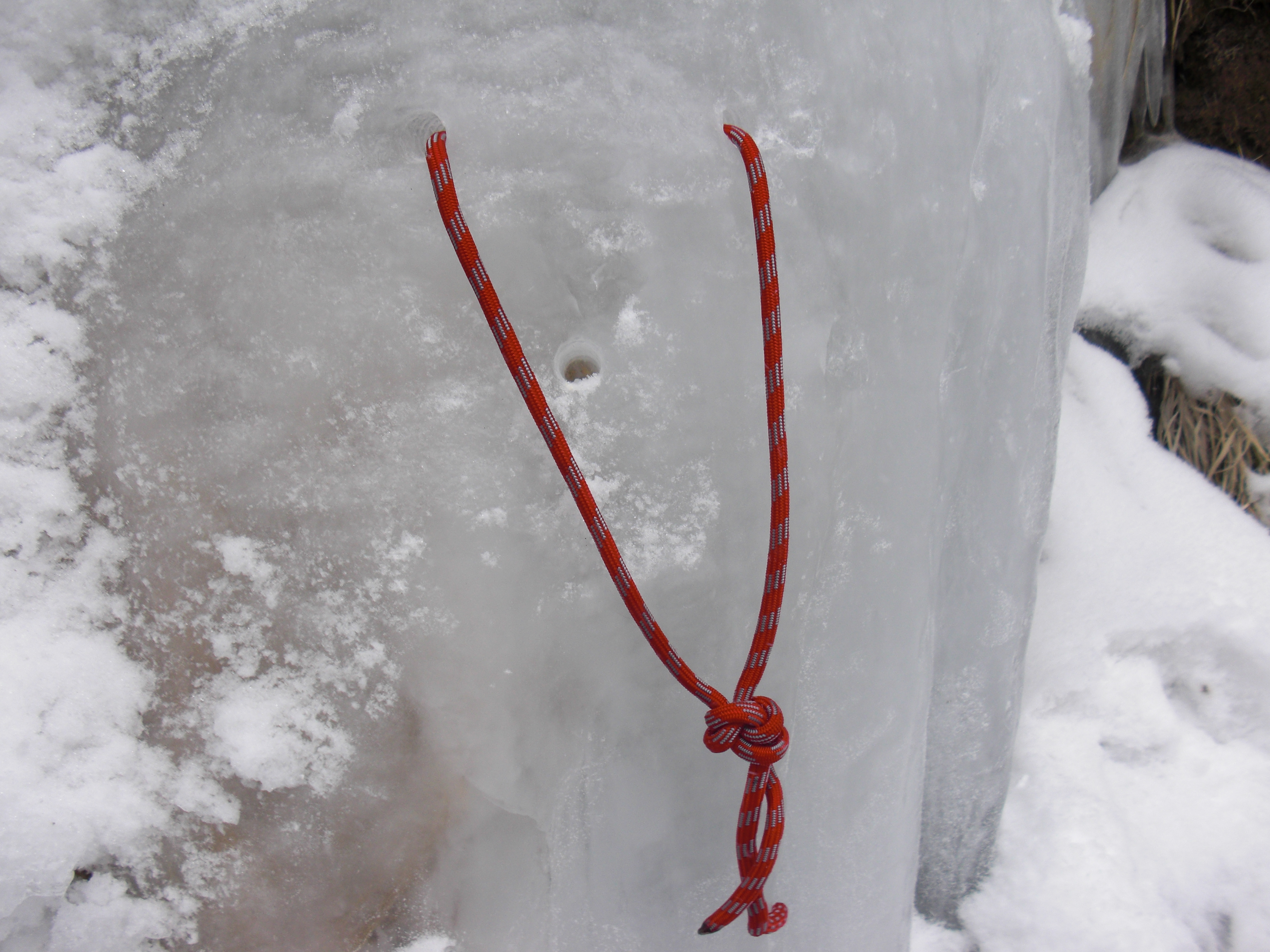
Абалаківська петля

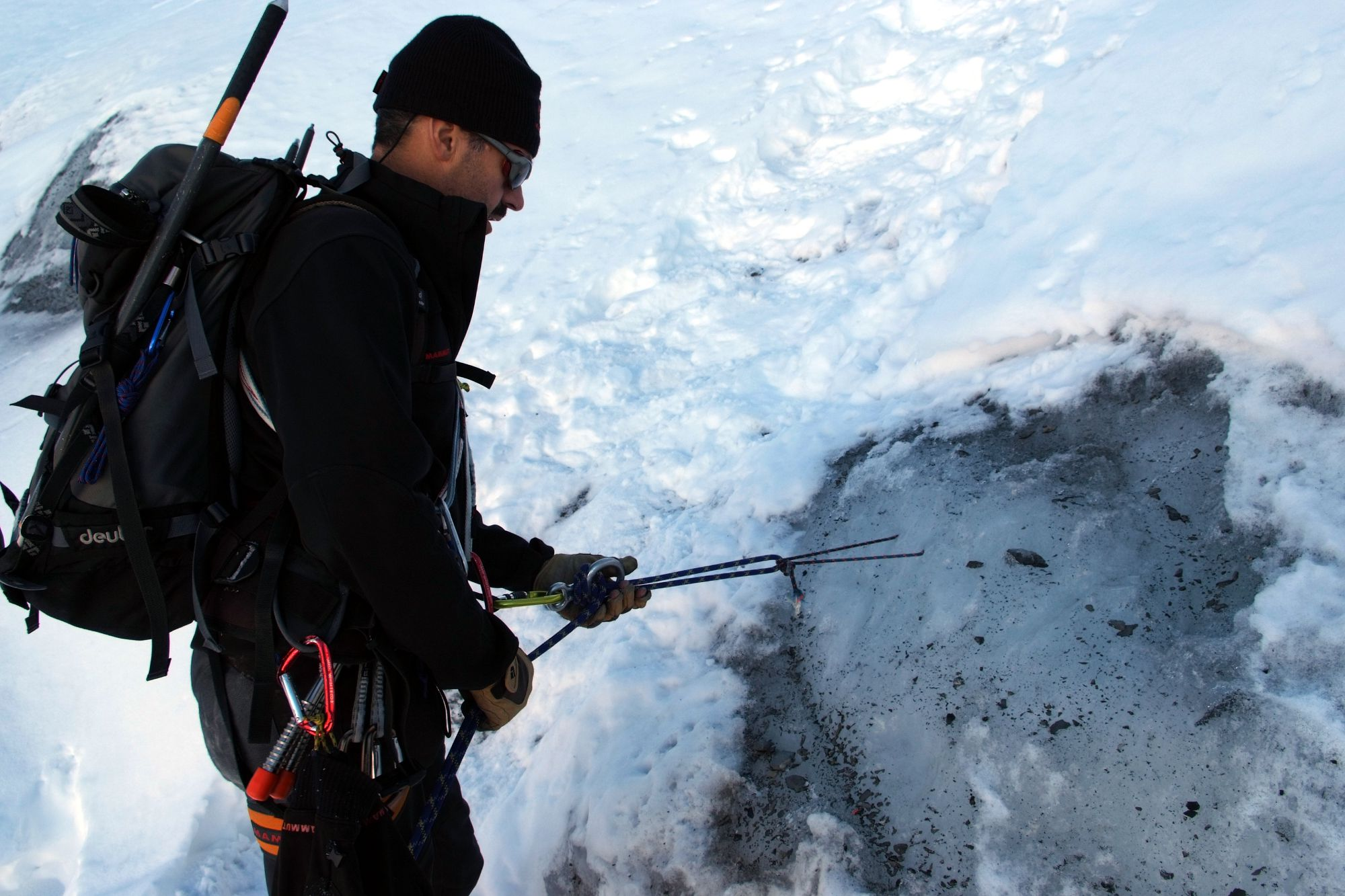
Спуск по мотузці за допомогою петлі Абалакова

Абалаківська петля — спосіб організації страховки на льодовому схилі, винайдений відомим радянським альпіністом Віталієм Михайловичем Абалаковим. Здобув популярність у всьому світі під цією назвою.

## Суть способу
Для організації точки страховки або навішування петлі для спуску по мотузці необхідні як мінімум один льодобур і шматок репшнура. Послідовність дій наступна:
1. За допомогою льодобура в льоду висвердлюються два отвори під кутом один до одного. Отвори в льоду утворюються внаслідок того, що стовпчик льоду виймається разом з льодобуром.
2. В утворений в кризі канал протягується за допомогою спеціального гачка репшнур або стрічка, які повинні мати достатню для навантаження міцність.
3. Простягнутий через лід репшнур зав'язується надійним вузлом і на утворену петлю, яка закріплена в льоду, вішається карабін для організації страховки або для спуску дюльфером провішують мотузку[2].

### Схема організації страховки за допомогою петлі Абалакова

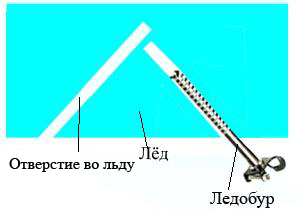
1. Висвердлювання отворів в кризі за допомогою льодобура
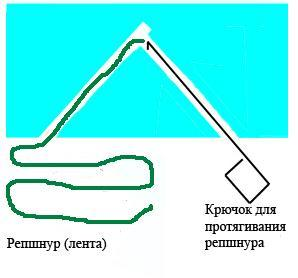
2. Просмикування репшнура через льод
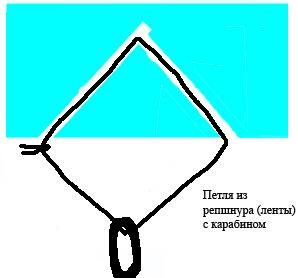
3. Навішування петлі для організації страховки або спуску по мотузці